# Hiroto Ogiwara
Hiroto Ogiwara (19 luglio 2005) è uno snowboarder giapponese, primo al mondo a chiudere un  Backside 2340.

## Biografia
Attivo in gare FIS dal gennaio 2019, Ogiwara ha debuttato in Coppa del Mondo di snowboard il 23 ottobre 2021, giungendo 28º nel big air di Coira. Il 21 ottobre 2023, nello stesso contesto, ha ottenuto il suo primo podio, nonché la prima vittoria, nel massimo circuito.

## Palmarès

### Winter X Games
- 1 medaglia:
  - 1 oro (big air ad Aspen 2025)

### Coppa del Mondo
- Miglior piazzamento nella Coppa del Mondo generale di freestyle: 7º nel 2023
- 2 podi:
  - 2 vittorie

#### Coppa del Mondo - vittorie
| Data             | Località | Paese    | Specialità |
| ---------------- | -------- | -------- | ---------- |
| 21 ottobre 2023  | Coira    | Svizzera | BA         |
| 1º dicembre 2024 | Pechino  | Cina     | BA         |

Legenda:

BA = Big air